# BRITA-Arena
La BRITA-Arena è uno stadio di calcio di Wiesbaden, in Germania. Viene utilizzato principalmente per le partite interne del Wehen Wiesbaden. Lo stadio può ospitare 12 566 persone ed è stato costruito nel 2007.